# Де ла Эсприэлья, Абель Пачеко
Абель Пачеко де ла Эсприэлья (исп. Abel Pacheco de la Espriella; род. 22 декабря 1933, Сан-Хосе) — коста-риканский государственный деятель, президент Коста-Рики в 2002—2006 годах.

## Биография
Родился 22 декабря 1933 года в столице Коста-Рики городе Сан-Хосе. Отец — фермер, который выращивал бананы. Окончил медицинский институт по специальности «психиатр», но врачом не стал, а пошел в 1970 году на телевидение. Одновременно преподавал медицину в институте и занимался продажей мужской бижутерии. В феврале 1998 года избран депутатом в однопалатный парламент Коста-Рики от Партии социал-христианского единства. 10 июня 2001 года был выбран кандидатом в президенты от своей партии. На президентских выборах 2002 года он набрал 38,6 % голосов в первом туре и 58 % во втором. В своей инаугурационной речи он заявил, что его целью является создание «экологического государства» и прекращение разведки месторождений нефти и золота.

## Президентство
Абель Пачеко де ла Эсприэлья не обманул своих избирателей. Он замедлил темпы нефтеразведки, 95 % потребляемой электроэнергии в Коста-Рике стало вырабатываться за счёт экологически чистых и возобновляемых ресурсов. Главное достижение де ла Эсприэльи — сохранение большей части страны в первозданном виде.
Де ла Эсприэлья начал упорную борьбу с коррупцией, сделал Коста-Рику самой привлекательной страной для инвесторов в регионе, стал одним из инициаторов международного закона запрещающего клонирование человека (в чём его поддержал президент США Джордж Буш мл.).
Во внешней политике де ла Эсприэлья стал противником военной операции коалиции в Ираке, заявив, что коста-риканские войска никогда не направятся в Ирак. Его борьба за экологию вызвала недовольство крупных нефтедобывающих компаний (в том числе американских). Ушел в отставку 8 мая 2006 года в связи с окончанием срока.

## Личная жизнь
Сочиняет новеллы и песни, любит читать. Свободное от работы время проводит в кругу семьи. Очень религиозный человек (католик), с уважением относится ко всем религиям. Во время пребывания на посту президента принял у себя в стране Далай-ламу XIV.